# Lambertuskerk (Ingen)
De Lambertuskerk is de laatgotische bakstenen dorpskerk van het Nederlandse dorp Ingen (Betuwe, provincie Gelderland).  
De eerste vermelding van de kerk dateert uit 1248. Daarbij ging het om een eenbeukige tufstenen voorganger, waarvan aan de oostelijke schipmuur sporen behouden zijn gebleven. Van de huidige kerk is de onderbouw van de 14de-eeuwse toren het oudst. Deze werd vervolgens verhoogd en ingebouwd. Hij bestaat sindsdien uit vier geledingen en is voorzien van een ingesnoerde naaldspits. Het koor dateert uit de 15de eeuw en het pseudobasilicale schip, dat lager is dan het koor, uit het eind van die eeuw. Het jongst is de kapel aan de zuidzijde, die in de 16de eeuw aan de sacristie werd toegevoegd. 
De kerk is voorzien van beschilderde netgewelven en muurschilderingen van heiligenfiguren (Barbara, Catharina, Michaël) en van de Annunciatie. Op de triomfboog en op een pilaar is het wapen van de Johannieterorde te zien, de orde die in Ingen een commanderij had en de kerk vanaf het begin van de 14de eeuw in bezit had. De schilderingen werden tijdens de restauratie van 1949-1952 ontdekt. Tijdens die restauratie werd ook het pleisterwerk aan de buitenmuren verwijderd.
Het oudste inventarisstuk is de 12de-eeuwse doopvont. Ook bevinden zich in de kerk een kansel uit 1672 met een lessenaar uit 1719, 16-de- en 17-de-eeuwse grafzerken en twee 18de-eeuwse rouwborden. Het orgel dateert uit 1981 en werd gebouwd door Koch & Zoon.
De kerk wordt gebruikt door de Hervormde Gemeente Ingen, een gemeente van de Protestantse Kerk in Nederland.